# Хафелберг
Хафелберг (њем. Havelberg) град је у њемачкој савезној држави Саксонија-Анхалт. Једно је од 26 општинских средишта округа Штендал. Према процјени из 2010. у граду је живјело 7.220 становника. Посједује регионалну шифру (AGS) 15090225.

## Географски и демографски подаци
Хафелберг се налази у савезној држави Саксонија-Анхалт у округу Штендал. Град се налази на надморској висини од 26 метара. Површина општине износи 149,1 km². У самом граду је, према процјени из 2010. године, живјело 7.220 становника. Просјечна густина становништва износи 48 становника/km².

## Међународна сарадња
| Мјесто | Држава               | Врста сарадње | Од    |
| ------ | -------------------- | ------------- | ----- |
| Ворик  | Уједињено Краљевство | контакт       | 1993. |
|        | Француска            | пријатељство  | 1992. |
| Извор  |                      |               |       |